# کارت مغناطیسی
کارت مغناطیسی یکی از انواع کارت است که دارای یک نوار مغناطیسی بوده حاوی چند لایه اطلاعات می‌باشد. جنس این کارت‌ها اغلب از جنس PVC می‌باشد.
عمده استفاده این کارت‌ها به عنوان کارت‌های بانکی، کارت‌های تخفیف، کارت‌های ساعت زنی و … می‌باشد.
ساخت این کارت‌ها دارای استانداردهایی به نام‌های ISO/IEC 7810, ISO/IEC 7811, ISO/IEC 7812, ISO/IEC 7813, ISO 8583, ISO/IEC 4909 می‌باشد و در ایران نیز مطابق با استانداردهای فوق تولید می‌گردد.

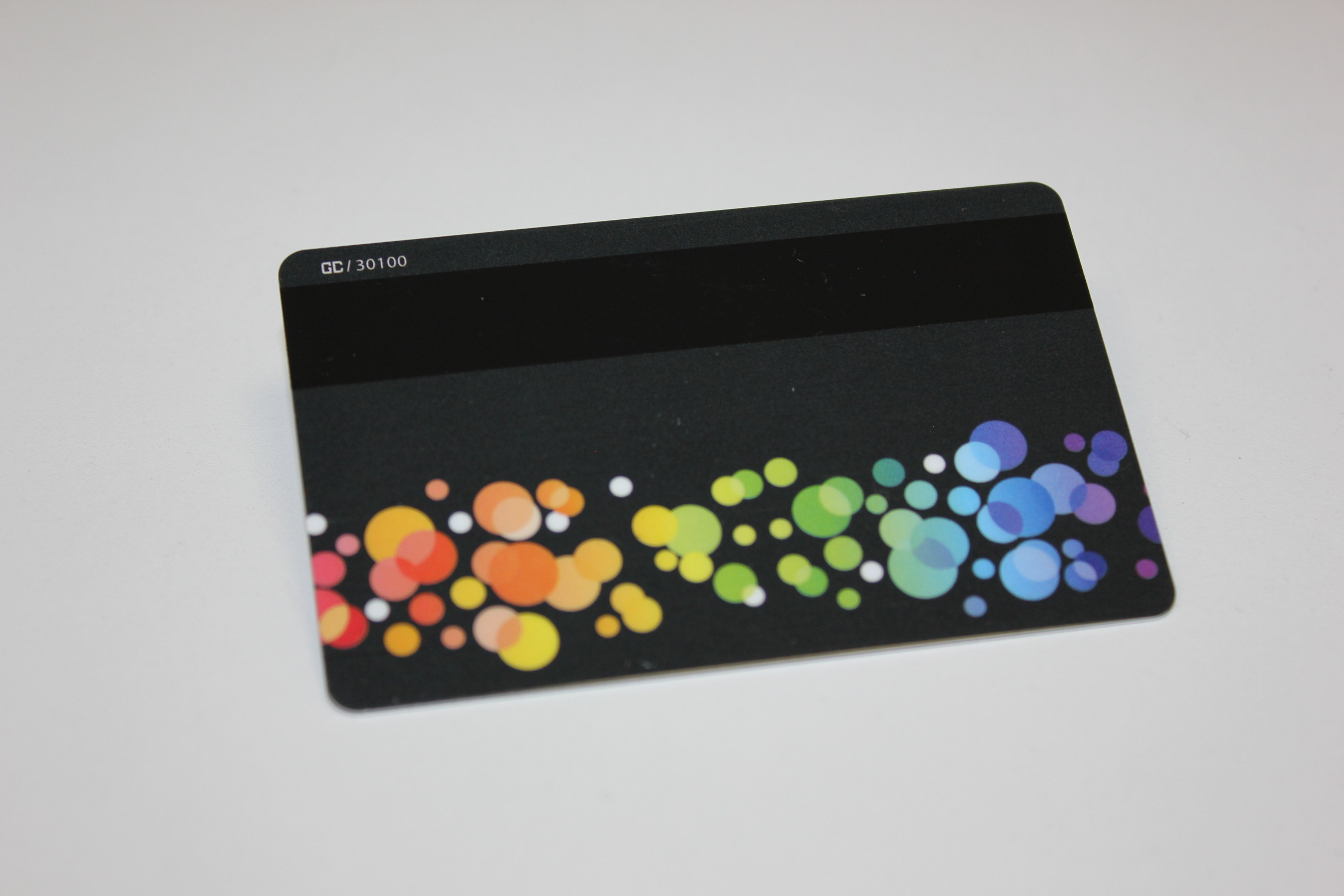
نمونه کارت چاپ شده دارای نوار مغناطیسی

## تاریخچه
فارست پری، یک مهندس IBM در سال ۱۹۶۰، ایده محافظت از نوار مغناطیسی که رسانه ذخیره‌سازی غالب در آن زمان بود در کارت‌های پلاستیکی را داشت. اما او در این راه ناامید شده بود زیرا هر نوار چسبنده‌ای که سعی می‌کرد تولید کند با نتایج ناموفقی رو به رو می‌شد؛ و حتی هرزمان که به هدف خود می‌رسید نوار قابل چسبیدن می‌شد، عملکردی نداشت و قابلیت مغناطیسی از خود نشان نمی‌داد. روزی پس از گذراندن چندین ساعت خسته‌کننده در آزمایشگاه در تلاش برای به دست آوردن چسب مناسب، با چند تکه از نوار مغناطیسی و کارت‌های پلاستیکی به خانه بازگشت. هنگامی که به خانه وارد شد همسرش دوروتی را دید که در حال اتو کردن لباس است. وقتی که جریان تلاش‌های بی‌نتیجه اش در قرار گذاشتن نوار مغناطیسی روی پلاستیک را برای دوروتی بازگو کرد، همسرش به او پیشنهاد کرد که از اتو برای ذوب کردن نوار روی پلاستیک استفاده کند. فاستر بدون فوت وقت این کار را امتحان کرد که در کمال تعجب او جواب داد. اتو گرمای کافی برای پیوستن نوار به کارت را داشت؛ و از سویی قابلیت مغناطیس را نیز حفظ کرد.

## ساختار نوار مغناطیسی
مواد تشکیل دهنده ذرات، وادارندگی نوار را تعیین می‌کند. وادارندگی پایین از اکسید آهن و وادارندگی بالا از مواد دیگری همچون هیدروکسید آهن و باریم به عنوان مواد تشکیل دهنده استفاده می‌کند. این مواد با ماده‌های چسبناکی مانند رزین (صمغ کاج) ترکیب شده‌اند تا برای پوشاندن قسمت مورد نظر ماده آبکی یکدستی را تشکیل دهند. در اغلب کارت‌های مورد استفاده، ماده آبکی روی پلاستیک آن روکش شده‌است، این روکش به جهت قابلیت جابجایی و لمس بسیار نازک می‌باشد. روکش‌ها به عرض نوار بریده شده و در فرایند ساخت کارت بکار برده می‌شود. روش‌های عملیات شامل ورقه ورقه شدن (ساخت ورقه‌ای نوار و پوشش پلاستیکی بر روی کارت)، مهر و موم داغ (استفاده از قالب‌های داغ برای انتقال اکسید نوار از پشت به داخل کارت بعد از مشخص کردن و بریدن سایز) پوست اندازی بعد از سرد شدن (کنده شدن اکسید نوار از روی کارت) می‌باشد. هر روشی دارای مزیت خاص خود بوده که به استفاده‌کنندگان کارت نامربوط می‌باشد.
روکش مستقیم مایع اکسیدی در طول فرایند ساخت کارت، روش دیگری از قرارگیری نوار بر روی کارت می‌باشد (کارت کاغذی بر کارت پلاستیکی ارجحیت دارد). با استفاده از این تکنیک، با فرایند کاهش هزینه ساخت روبرو هستیم هرچند کیفیت، افت پیدا خواهد کرد.
روکش آبکی بر روی لایه (پوشش پلاستیکی یا مستقیم بر روی کارت) روش دیگری است که در آن ذرات موجود در ماده آبکی به منظور ارائه سیگنال‌های خوب و مناسب و به دور از پارازیت کنار هم ردیف می‌شوند؛ که دقیقاً مانند حذف کردن سرو صداهای (خش) روی نوار ضبط شده قدیمی می‌ماند. به منظور مرتب کردن ذرات، نوار با ماده آبکی از میدان مغناطیسی عبور داده می‌شود، به ۲ دلیل استفاده از ذرات اکسید آهن نسبتاً آسان می‌شود: ذرات دارای وادارندگی پایین هستند که برای جهت دادن آن‌ها نیازی به میدان مغناطیسی بزرگی نیست؛ و ذرات سوزنی شکل بوده و با نسبت حدود شش تا یک وجود دارند. ذرات سوزنی دارای محور آسانی می‌باشند که تساهل در پردازش را در چیدمان فراهم می‌سازد و این فرایند با استاندارد وادارندگی بالا سازگار نیست. ذرات مورد استفاده در وادارندگی بالا مسطح هستند که این خاصیت، باعث ایجاد محور مغناطیسی شده و برای دستیابی به بهترین عملکرد نوار، ذرات را بر روی لبه سطح نگه می‌دارد. کاملاً روشن است که به همان سرعت حذف میدان از نوار، ذرات به از بین رفتن تمایل دارند. نگه داشتن ذرات کنار نوار و شکل‌گیری مواد آبکی، بخشی از مهارت و فرایند طراحی در طی ساخت وادارندگی بالا می‌باشد.

## انواع کارت مغناطیسی
کارت های مغناطیسی از نظر قدرت مغناطیسی و ذخیره سازی اطلاعات به دو دسته کلی HICO (High-Coercivity) و LOCO (Low-Coercivity) تقسیم می‌شوند. در ادامه این دو دسته را معرفی میکنیم:
- کارت های HICO: این کارت ها قدرت مغناطیسی بالاتری دارند. همچنین این نوع کارت‌ها مقاوم‌تر در برابر میدان‌های مغناطیسی خارجی هستند و اطلاعات ذخیره‌شده بر روی آن‌ها کمتر تحت تأثیر تغییرات محیطی قرار می‌گیرند. به دلیل این ویژگی، کارت‌های HICO معمولاً برای کاربردهایی که نیاز به امنیت بالاتر دارند, استفاده می‌شوند. مقاومت بالای این کارت‌ها در برابر تغییرات مغناطیسی باعث می‌شود که اطلاعات ذخیره‌شده بر روی آن‌ها در مدت زمان طولانی‌تر حفظ شود.
- کارت های LOCO: کارت‌های LOCO دارای باند مغناطیسی با قدرت پایین‌تر هستند و نسبت به کارت‌های HICO حساس‌تر به میدان‌های مغناطیسی خارجی و آسیب‌دیدگی‌های محیطی می‌باشند. این کارت‌ها معمولاً برای کاربردهایی که نیاز به امنیت پایین‌تری دارند، طراحی می‌شوند. به دلیل قدرت مغناطیسی پایین‌تر، اطلاعات ذخیره‌شده بر روی کارت‌های LOCO می‌توانند در معرض خطر پاک شدن یا آسیب دیدن قرار گیرند، بنابراین این کارت‌ها معمولاً برای کاربردهایی با مدت زمان استفاده کوتاه‌تر مناسب هستند.

## کاربرد کارت مغناطیسی
کارت مغناطیسی در موارد زیر کاربرد دارد:
- بانکداری (کارت های بدهی یا کارت اعتباری کارت اعتباری)
- بلیط های صادر شده برای حمل و نقل یا در پارکینگ ها
- کلید در هتل ها و ساختمان های دیگر
- سیستم های ردیابی ساعات کار در شرکت ها